# رذاذ تنفسي

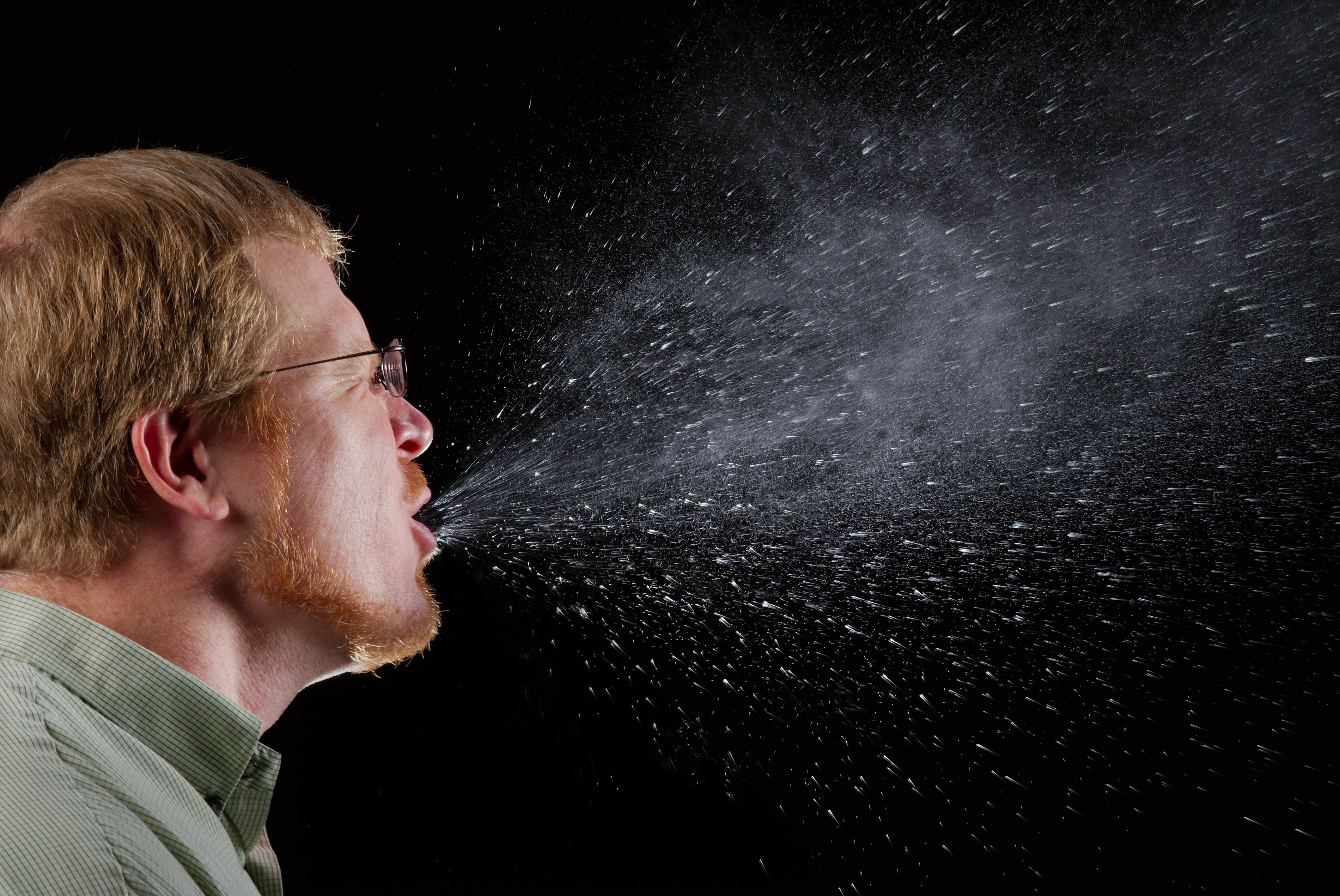
يمكن أن تنتشر بعض الأمراض المعدية عن طريق الرذاذ التنفسي الذي يخرج من الفم والأنف عندما يعطس الفرد.

الرذاذ التنفسي أو القطرات التنفسية هي جزيئات معظمها مكون من الماء وكبيرة بما يكفي لتسقط على الأرض بسرعة بعد إنتاجها، وتعرف في العادة بكون قطرها يفوق 5 ميكرومترات. قد ينتج الرذاذ التنفسي طبيعيا كنتيجة للتنفس، التكلم، العطاس، الكحة، الغناء أو التقيؤ، كما يمكن إنتاجه اصطناعيا عن طريق العمليات الطبية المسببة للهباء الجوي، شطف المرحاض ونشاطات منزلية وزراعية أخرى.
تختلف القطرات التنفسية عن نوى القطرات، والتي يكون قطرها أصغر من 5 ميكرومترات ويمكن أن تظل عالقة في الهواء لفترات طويلة. يمكن لنوى القطرات أن تكون ناقلة للأمراض المنقولة بالهواء.
يمكن أن تحتوي القطرات أيضا على أملاح وخلايا وفيروسات حسب طريقة تكوينها. بالنسبة للرذاذ المنتج بشكل طبيعي في السبيل التنفسي فقد تختلف مكوناته وفق الموضع الذي أنتج فيه. قد يكون هناك اختلاف أيضا بين مكونات وكمية ولزوجة مخاط الأشخاص المتعافين والمرضى مما قد يؤثر على تكون القطرات.
تنتج طريقة تكوين مختلفة قطرات مختلفة الحجم والسرعة البدائية مما قد يؤثر على تنقلها ومصيرها في الهواء. إذا استنشقت القطرات ذات قطر أكبر من 10 ميكرومترات تظل عالقة في الأنف والحنجرة ولا تنزل للجهاز التنفسي الأدنى. إذا لم تستنشق القطرات أصغر من 100 ميكرومترات تجف تماما قبل التموضع على سطح، وبعد ذلك تصبح نوى قطرات صلبة تتكون من المواد غير التطايرية التي كانت في القطرات. قد
تؤثر على القطرات التنفسية جزيئات ذات أصل غير بيولوجي في الهواء، والتي تفوقها عددا.

## تشكلها وانتقالها
يمكن إنتاج قطيرات الجهاز التنفسي بطرق عديدة؛ فإما أن تنتج بشكل طبيعي نتيجة الاستنشاق أو الحديث أو العطس أو السعال أو الغناء، أو بشكل صناعي في أماكن الرعاية الصحية من خلال إجراءات تصنيع القطيرات، مثل: التنبيب والإنعاش القلبي الرئوي (سي بي أر) وتنظير القصبات والجراحة وتشريح الجثة. يمكن أن تتشكل قطيرات مماثلة من خلال التقيؤ أو مراحيض التنظيف أو الأسطح الرطبة أو الاستحمام أو استخدام مياه الصنبور أو رش المياه الرمادية للأغراض الزراعية.
وقد تحتوي أيضًا على أملاح وخلايا وجزيئات من بعض الفيروسات وذلك اعتمادًا على طريقة تشكلها. يمكن للقطيرات المنتجة بشكل طبيعي أن تتواجد في مواقع مختلفة من الجهاز التنفسي، وهذا ما يؤثر على محتواها. قد توجد أيضًا اختلافات ما بين الأفراد الأصحاء والمرضى في محتوى المخاط والكمية واللزوجة المؤثرة على تكوين القطيرات.
تخلق الطرق المختلفة لإنتاج القطيرات أحجامًا وسرعات مختلفة لكل منها، وهذا ما يؤثر على انتقالها ومسارها في الهواء. في حال استُنشقت، تميل القطيرات التي يزيد حجمها عن 10 ميكرومتر إلى البقاء في الأنف والحلق بدلاً من المرور إلى الجهاز التنفسي السفلي. أما إذا لم تستنشق على الفور، تميل القطيرات الأصغر من 100 ميكرومتر إلى الجفاف تمامًا قبل أن تستقر على سطح ما. وبمجرد أن تجف، تصبح مكونة من مواد غير متطايرة. قد تتفاعل قطيرات الجهاز التنفسي أيضًا مع جزيئات أخرى من أصل غير بيولوجي في الهواء، وهي أكثر عددًا منها.

## دورها في انتقال الأمراض
من الأشكال الشائعة لانتقال الأمراض هو الانتقال عن طريق قطيرات الجهاز التنفسي المنتجة عن طريق السعال أو العطاس أو التحدث. إن الانتقال عبر قطيرات الجهاز التنفسي هو الطريق المعتاد لالتهابات الجهاز التنفسي. ويمكن أن يحدث عندما تصل القطيرات إلى الأغشية المخاطية الحساسة، مثل: العينين أو الأنف أو الفم، أو بشكل غير مباشر عبر التماس مع الأسطح الملوثة ومن ثم لمس الوجه باليدين. تعد قطيرات الجهاز التنفسي كبيرة ولا يمكن أن تظل عالقة في الهواء لفترة طويلة، وعادة ما تنتشر عبر مسافات قصيرة.
تشمل الفيروسات المنتشرة عن طريق انتقال القطيرات: فيروس الإنفلونزا والفيروس الأنفي والفيروس التنفسي المخلوي البشري والفيروسات المعوية والنوروفيروس وفيروس الحصبة وفيروس كورونا مثل فيروس كورونا المرتبط بالمتلازمة التنفسية الحادة الشديدة النوع 1 والفيروس المسبب لمرض كوفيد-19. يمكن أيضًا أن تنتقل عوامل العدوى البكتيرية والفطرية عن طريق قطيرات الجهاز التنفسي. وعلى العكس من ذلك، لا ينتشر إلا عدد محدود جدًا من الأمراض المنقولة عبر الهواء بعد جفاف القطيرات التنفسية.
تؤثر درجة الحرارة والرطوبة المحيطة على بقاء الإيروسولات الحيوية (الجزيئات العالقة في الهواء) على قيد الحياة لأنه مع تبخر القطيرة وصغر حجمها، فهي توفر حماية أقل للعوامل المعدية التي تحتوي عليها. عمومًا، تكون الفيروسات المحتوية على غلاف دهني أكثر استقرارًا في الهواء الجاف، بينما تكون الفيروسات غير المحتوية على غلاف أكثر استقرارًا في الهواء الرطب. تكون الفيروسات بشكل عام أكثر استقرارًا في درجات الحرارة المنخفضة.

### ضبط المخاطر
يمكن استخدام معدلات تهوية عالية كعناصر تحكم بهدف تخفيف وإزالة قطيرات الجهاز التنفسي. ومع ذلك، إذا نفذ الهواء غير المفلتر أو غير المُصفّى بشكل كافٍ إلى موقع آخر، فقد يؤدي ذلك إلى انتشار العدوى.
يمكن استخدام الأقنعة الجراحية لمنع انتقال القطيرات من المرضى المصابين إلى العاملين في مجال الرعاية الصحية. وقد لوحظ أنه خلال تفشي مرض السارس في الفترة 2002-2004، كان استخدام الأقنعة الجراحية وقناع (إن 95) يميل إلى التقليل من حالات العدوى للعاملين في مجال الرعاية الصحية. ورغم أن الأقنعة الجراحية تخلق حاجزًا ماديًا بين وجه مرتديها والملوثات المحتملة مثل البقع وقطيرات الجهاز التنفسي، إلا أنها ليست مصممة لتصفية أو حجب الجزيئات الصغيرة جدًا مثل تلك التي تنقل الأمراض المنقولة في الهواء بسبب المساحة الفضفاضة الموجودة بين القناع والوجه.